# Wierszyno-Darasunskij
Wierszyno-Darasunskij (ros. Вершино-Дарасунский) – osiedle typu miejskiego w Rosji, w Kraju Zabajkalskim, w rejonie tungokoczeńskim. W 2010 liczyło 5946 mieszkańców.